# أدراداس
أدراداس هي بلدية تقع في مقاطعة سوريا، في منطقة قشتالة وليون، في إسبانيا. ووفقًا لتعداد عام 2004 بلغ عدد سكان البلدية 86 نسمة.